# Vanwall Vandervell 680
Vanwall Vandervell 680 är en sportvagn som det österrikiska racingstallet Vanwall Racing Team presenterade i april 2022.

## Vanwall Vandervell 680
Stallet, då under namnet ByKolles Racing, presenterade redan 2018 sina planer på att bygga en Le Mans Hypercar. Under tiden har man säkrat rättigheten att använda namnet på det klassiska brittiska F1-stallet Vanwall. De kommer att tävla i FIA World Endurance Championship från säsongen 2023. Till skillnad från sina fabriksunderstödda konkurrenter saknar Vanwalls bil hybridsystem och förlitar sig på en Gibson V8-motor utan överladdning. 
Vanwall planerar även att tillverka en gatversion av sin hyperbil, avsedd för allmän väg.

## Tekniska data
| Tekniska data               | Vanwall Vandervell 680                                                |
| --------------------------- | --------------------------------------------------------------------- |
| Motor:                      | Mittmonterad 90° V8-motor                                             |
| Cylindervolym:              | 4,5 l                                                                 |
| Max effekt:                 | 680 hk                                                                |
| Max vridmoment:             |                                                                       |
| Ventilstyrning:             | Dubbla överliggande kamaxlar per cylinderrad, 4 ventiler per cylinder |
| Växellåda:                  | 6-växlad sekventiell                                                  |
| Hjulupphängning fram & bak: |                                                                       |
| Bromsar:                    | Keramiska skivbromsar                                                 |
| Chassi & kaross:            | Självbärande monocoque i komposit-honeycomb                           |
| Hjulbas:                    |                                                                       |
| L x B x H:                  |                                                                       |
| Torrvikt:                   | 1030 kg                                                               |